# Eupogonius pubicollis
Eupogonius pubicollis là một loài bọ cánh cứng trong họ Cerambycidae.